# Tachia schomburgkiana
Tachia schomburgkiana là một loài thực vật có hoa trong họ Long đởm. Loài này được Benth. miêu tả khoa học đầu tiên năm 1854.